# Place du Sénat (Helsinki)
Pour les articles homonymes, voir Place du Sénat.
La place du Sénat (en finnois Senaatintori, en suédois Senatstorget) est une place carrée au centre d'Helsinki, en Finlande. Elle présente la particularité de réunir les fonctions politique, religieuse, scientifique et commerciale. On y trouve, entre autres, le palais du gouvernement, la cathédrale luthérienne, la maison Sederholm et le bâtiment principal de l'université.

## Histoire

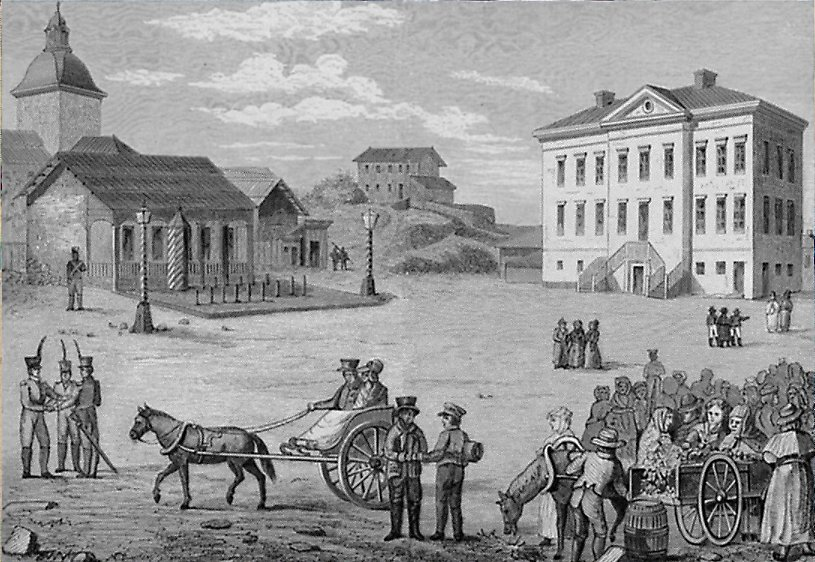
L'ancienne Grande place dessinée par Carl Ludwig Engel. À droite l'hôtel de ville, à gauche le corps de garde qui est devant l'église Ulrika Eleonora.

### L'ancien Grand marché
En 1640, le centre d'Helsinki est déplacé vers la place du Sénat. Au temps du royaume de Suède au sud-est de l'actuelle place se trouvait la Grand Place autour de laquelle se trouvaient les bâtiments publics, l'hôtel de ville, l'école élémentaire, et le corps de garde. Au sud il y avait la Grande rue principale (l'actuelle Aleksanterinkatu) au bord de laquelle se trouvaient les maisons des bourgeois les plus riches.
À l'ouest de la place se trouvaient le cimetière et l'église. 
Au début du XIXe siècle la zone du Grand marché est dans l'état tel que l'a laissé la grande colère (1713–1721). Les bâtiments publics et les maisons bourgeoises sont en pierre alors que le reste de la ville est construit de maisons en bois. 
Les deux bâtiments principaux sont l'hôtel de ville (1804) en bordure nord et l’école élémentaire (1759) à l'est. À sa limite ouest il y a un bâtiment bas du corps de garde et derrière ce bâtiment le cimetière. Au milieu du cimetière s'élève l'église de Ulrika Eleonora (1727). Cette troisième église d'Helsinki à un toit de bois en mansarde. Le long de la Grande rue, au sud de la place se trouvaient des demeures en pierre de commerçants comme les maisons Sederholm et Bock.

### La place du Sénat

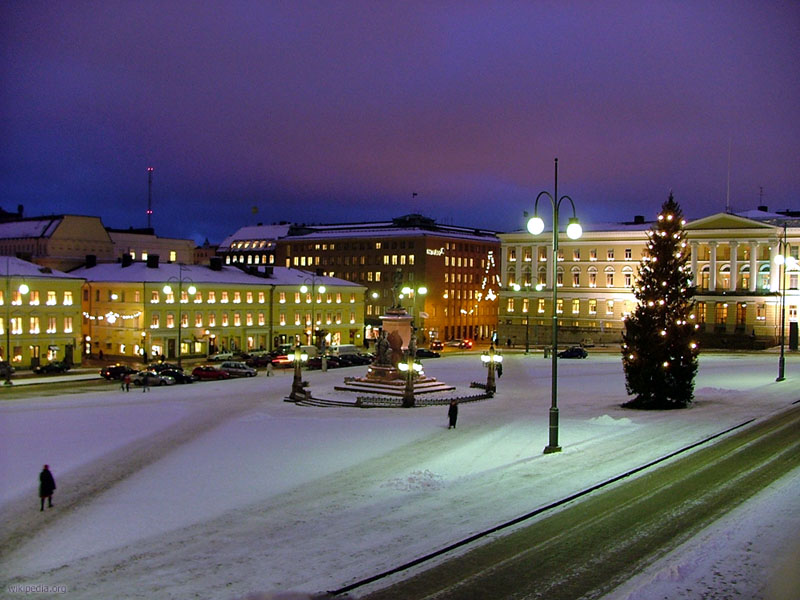
La place du Sénat

En 1812, Helsinki devient la capitale du grand duché de Finlande. Sa reconstruction pour qu'elle soit représentative de son nouveau rôle est menée par Johan Albrecht Ehrenström, directeur du comité de reconstruction, qui trace un plan d'urbanisme de style néoclassique. Il souhaite faire de la place du Sénat le centre monumental d'Helsinki, le marché qui se tenait sur la Grande place est alors transféré à l'actuelle place du Marché.
L'architecte Carl Ludvig Engel est chargé lui de concevoir les principaux bâtiments. 

### Statue d'Alexandre II

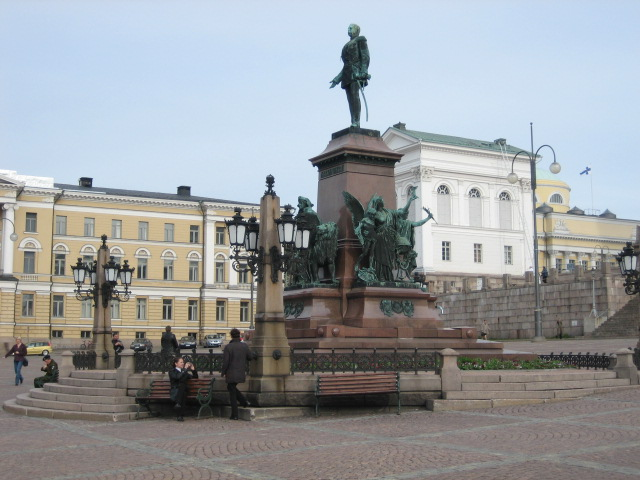
La statue d'Alexandre II.

La statue d'Alexandre II de Russie est érigée en 1894 au centre de la place du Sénat pour commémorer le rétablissement par l'empereur de la Diète de Finlande en 1863, et les réformes qui ont renforcé l'autonomie de la Finlande par rapport à la Russie. Pendant la période de la russification de la Finlande, à partir de 1899, la statue devient le symbole de la résistance passive, avec les habitants d'Helsinki protestant contre les décrets de Nicolas II en déposant des fleurs au pied de la statue de son grand-père connu comme « le bon tsar ».
Après l'indépendance de la Finlande en 1917, certains demandèrent que la statue soit retirée et remplacée par celle de Carl Gustaf Emil Mannerheim (actuellement érigée rue Mannerheim, près du palais du Parlement). Toutefois cela ne sera jamais réalisé et la statue d'Alexandre II trône toujours au centre de la place.

## Galerie photo

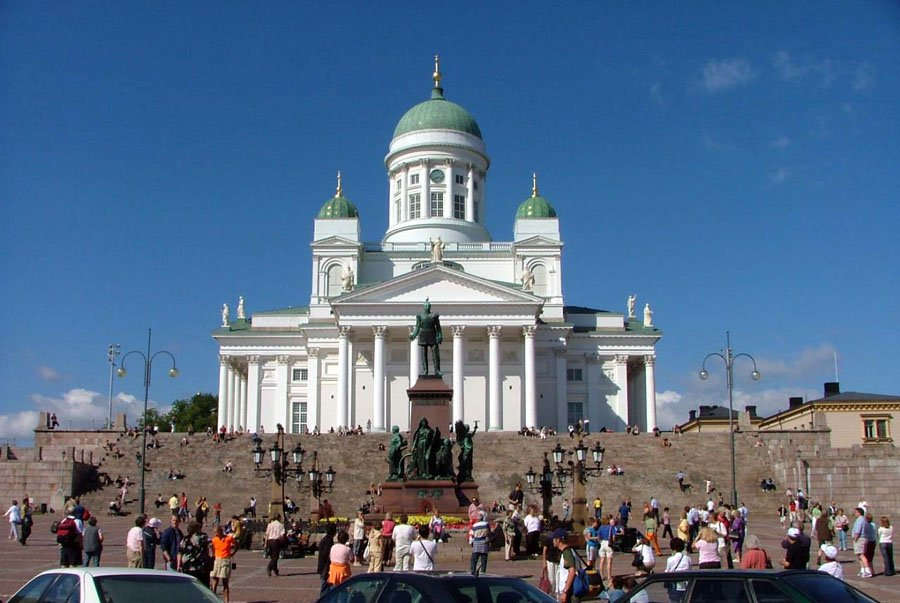
La place du Sénat en été.
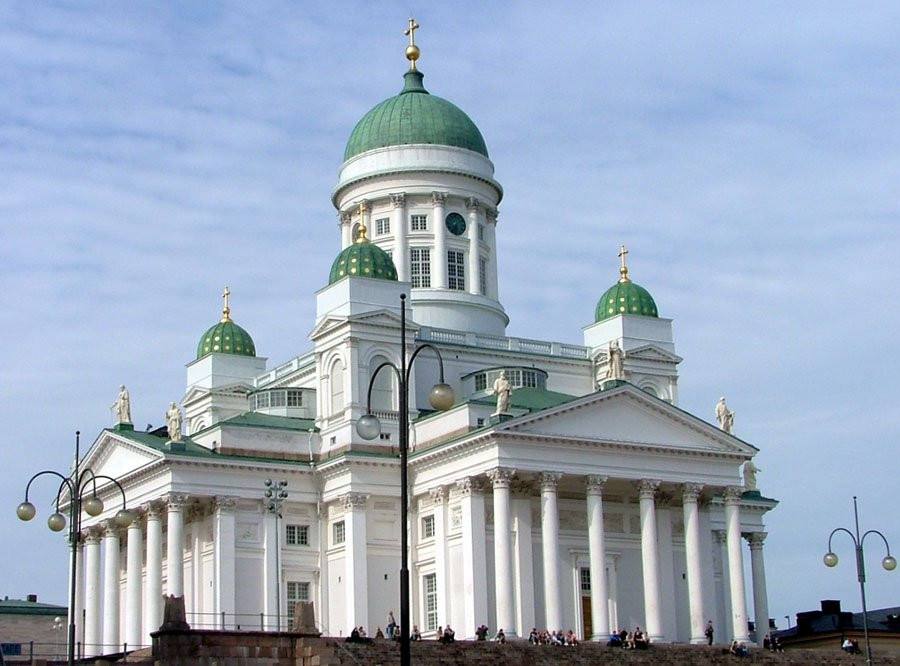
La cathédrale luthérienne.
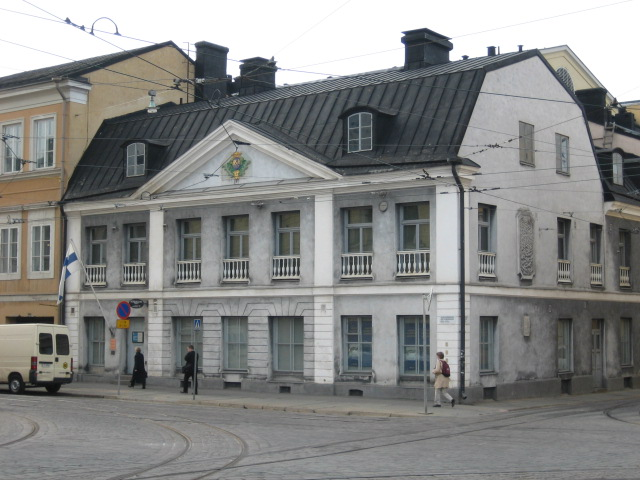
La maison Sederholm, le plus ancien bâtiment du cœur d’Helsinki.
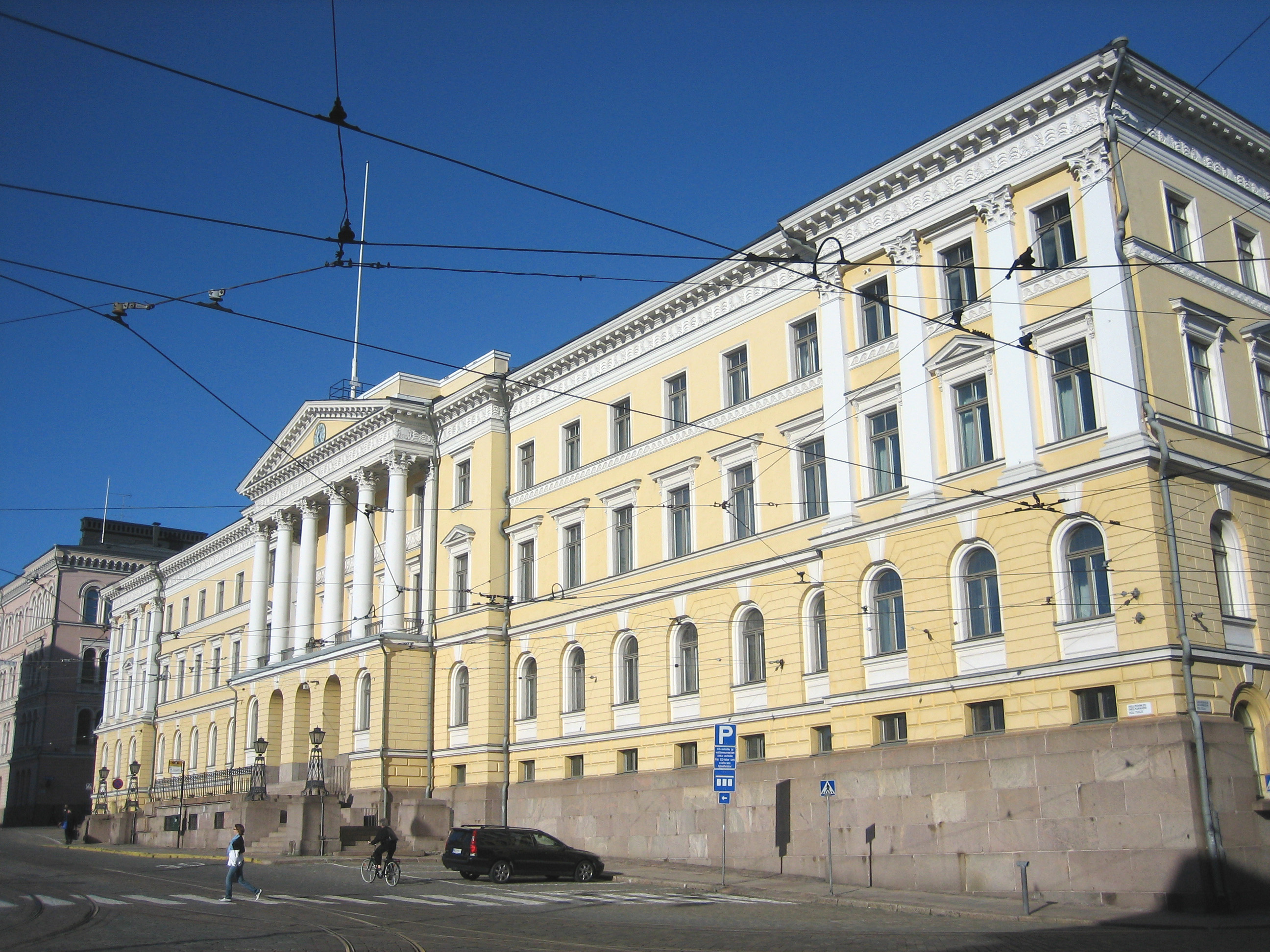
Le palais du gouvernement.

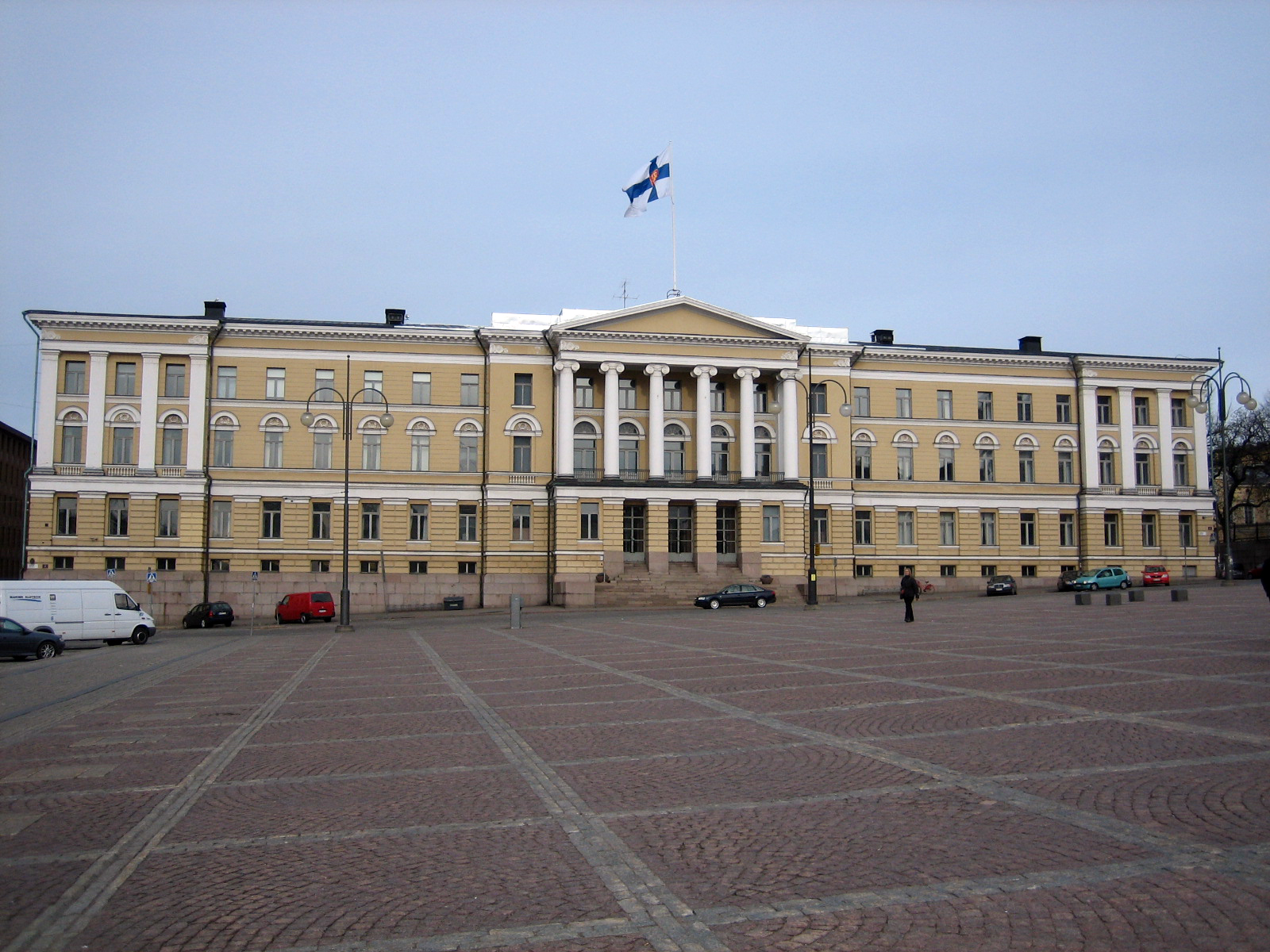
Bâtiment principal de l'université d'Helsinki.
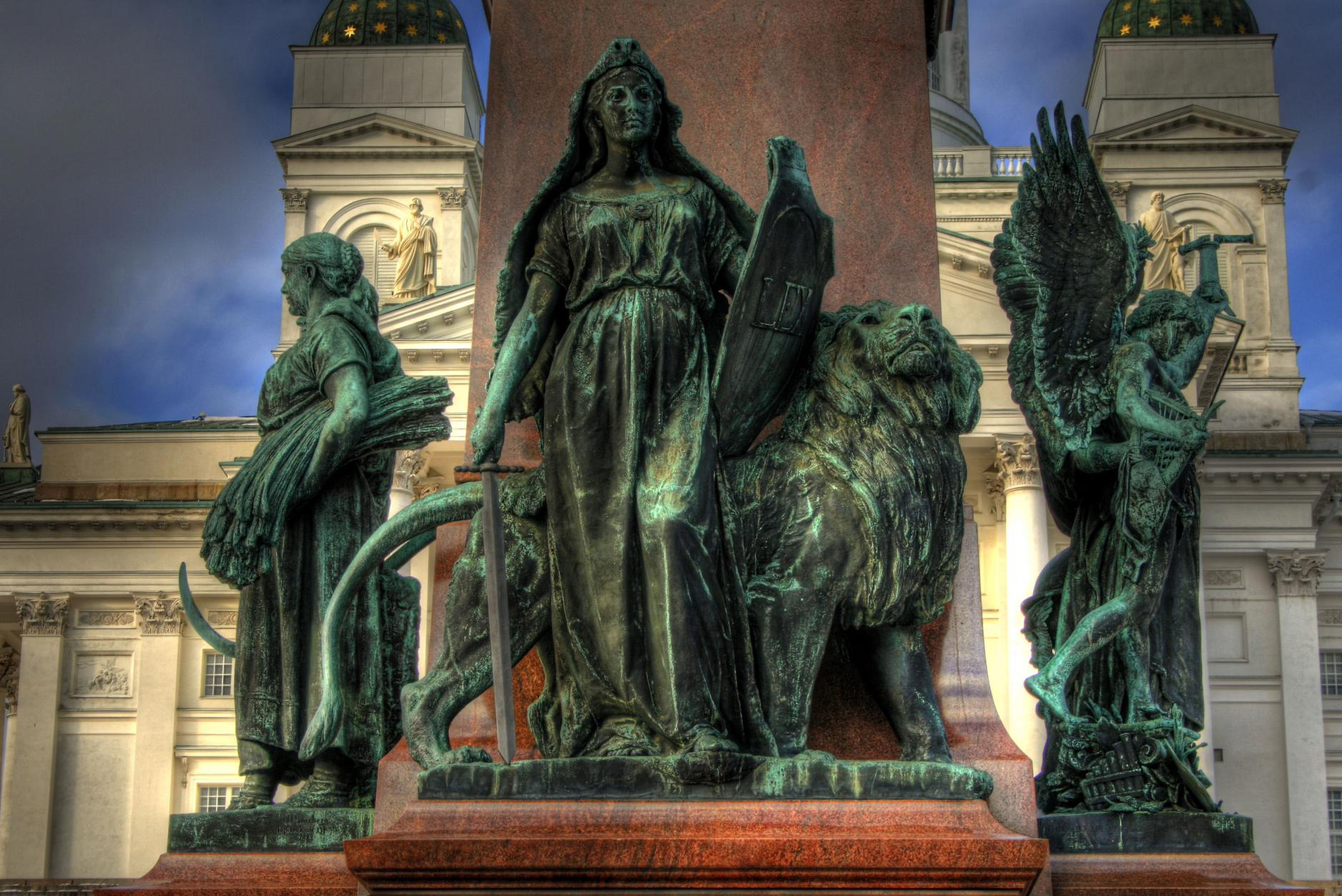
La Jeune femme finlandaise et le Lion de Finlande, détails de la statue d'Alexandre II de Russie.
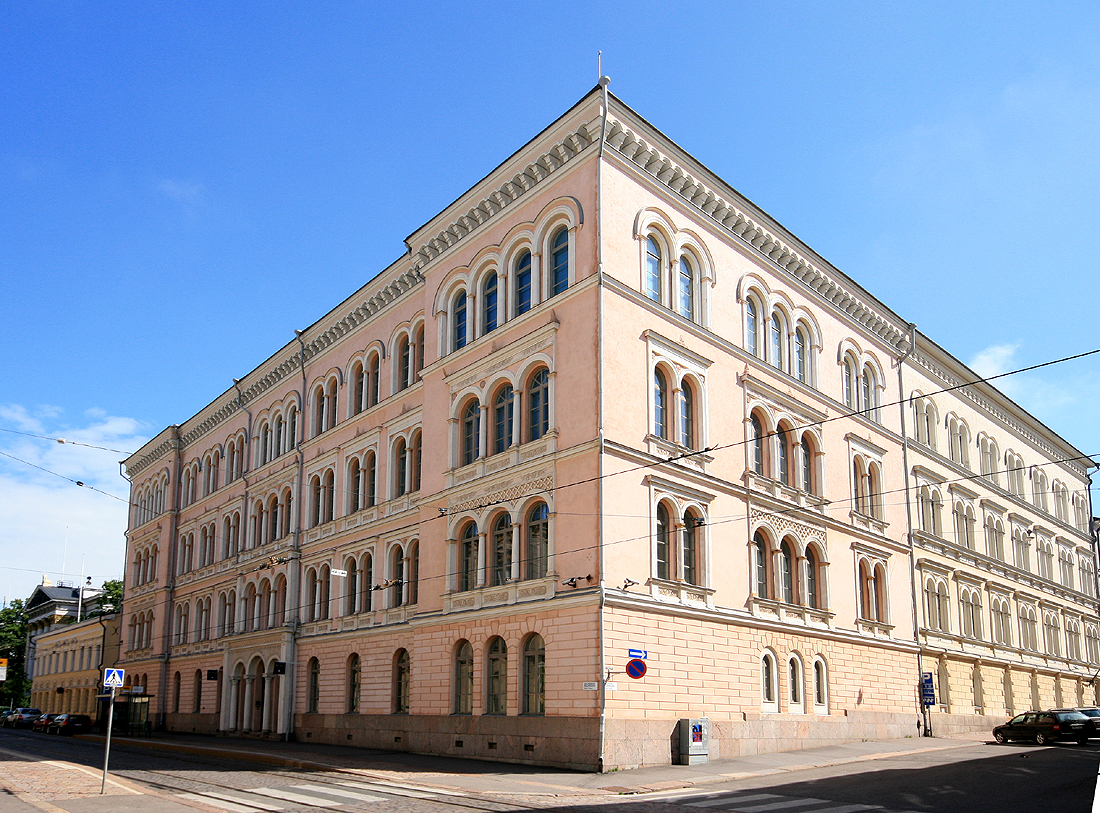
L'Arppeanum
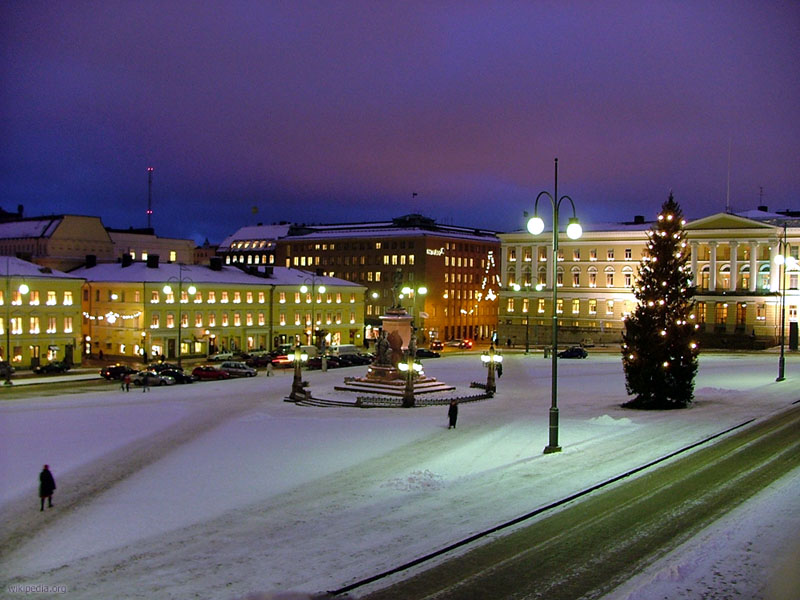
La place en décembre 2004.